# Етьєн Рауль
Етьєн Рауль (фр. Étienne Raoul 23 липня 1815 — 30 березня 1852) — французький судновий лікар та натураліст.

## Біографія
Етьєн Рауль народився у Бресті, син Жозефа-Франсуа Рауля, капітана Військово-морських сил Франції, і навчався в медичній школі в Бресті. У 1836 році був призначений хірургом третього класу. Брав участь в експедиції на кораблі «L'Aube» під командуванням лейтенанта Лаво. Він висадився у Новій Зеландії 11 липня 1840 року і відплив через три роки на борту «L'Allier».
Після повернення до Парижа він працював у Національному музеї природознавства у Парижі під керівництвом Адольфа Броньяра та Жозефа Декена, де описав та класифікував велику кількість зразків, зібраних під час його перебування в Новій Зеландії. У той же час він вивчав медицину та  у 1844 році отримав докторський ступінь з дисертацією Des rapports des maladies aigües et chroniques du cœur avec les affections dites rhumatismales.
У 1846 році Етьєн Рауль видав книгу Choix de plantes de la Nouvelle-Zélande ("Вибрані рослини Нової Зеландії"). У 1849 році він став професором медицини. У 1851 році він опублікував Guide hygiénique et médical pour les bâtiments de commerce qui fréquentent la Côte Occidentale d’Afrique ("Санітарно-медичний довідник для торгових суден, що відвідують Західне узбережжя Африки").
Етьен Рауль помер у Бресті 30 березня 1852 року.

## Публікації
- Choix de plantes de la Nouvelle-Zélande, 1846
- Guide hygiénique et médical pour les bâtiments de commerce qui fréquentent la Côte occidentale d’Afrique, 1851

## Почесті
На честь Етьєна Рауля Джозеф Долтон Гукер назвав рід рослин Raoulia родини Айстрові.